# 박준원 (골프 선수)
박준원(1986년 6월 30일~)은 대한민국의 골프 선수이다.